# Grodzisko (województwo pomorskie)
Grodzisko – wieś w Polsce położona w województwie pomorskim, w powiecie człuchowskim, w gminie Rzeczenica. Wieś wchodzi w skład sołectwa Olszanowo.
| SIMC    | Nazwa  | Rodzaj     |
| ------- | ------ | ---------- |
| 1066389 | Kowale | przysiółek |

W latach 1975–1998 miejscowość administracyjnie należała do województwa słupskiego.
Inne miejscowości o nazwie Grodzisko: Grodzisko, Grodzisk